# Martin Karren
Martin Karren (* 9. Juni 1962 in Saarbrücken-Ensheim) ist ein deutscher Politiker der CDU. Er war von 1999 bis 2009 Mitglied des saarländischen Landtages und von 2009 bis 2011 Staatssekretär im Ministerium für Arbeit, Familie, Prävention, Soziales und Sport.

## Ausbildung und Beruf
Karren hat 1978 die Realschule in St. Ingbert abgeschlossen und danach von 1978 bis 1981 eine Ausbildung zum Groß- und Außenhandelskaufmann erfolgreich absolviert. Von 1982 bis 1983 absolvierte er dann seinen Wehrdienst. Von 1983 bis 1984 Besuch der Fachoberschule für Wirtschaft und danach von 1984 bis 1988 Studium der Betriebswirtschaftslehre an der Fachhochschule, mit dem Abschluss Diplom-Betriebswirt. Von 1988 bis 1993 folgte ein Studium der Rechtswissenschaften an der Universität des Saarlandes und das 1. juristische Staatsexamen.
Von 1981 bis 1982 war er als kaufmännischer Angestellter im Handel tätig. Von 1993 bis 1999 war er Angestellter in der Wirtschaftsprüfung und Unternehmensberatung. Von 1996 bis 2004 war er geschäftsführender Gesellschafter einer Dienstleistungs- und Handelsgesellschaft.

## Parteikarriere, Ämter und Mandate
Karren trat 1989 in die CDU Ensheim ein und wurde 1990 Schriftführer im CDU Bezirksverband des CDU Ensheim. Seit 1991 ist er Ortsverbandsvorsitzender der CDU Ensheim und seit 1992 Wirtschaftsreferent im CDU-Kreisverband Saarbrücken-Stadt. Seit 1996 ist er Referent für Wirtschaftspolitik im Landesvorstand der CDU Saar. Von 1994 bis 1999 war er Mitglied im Bezirksrat Halberg der Landeshauptstadt Saarbrücken. Seit 1999 ist er Mitglied im Saarbrücker Stadtrat, dort seit 2001 Fraktionsvorsitzender und ebenfalls seit 1999 Mitglied des Landtages. 1999 war er auch Landesvorsitzender der Wirtschaftsjunioren Saarland. 2000 dann stellvertretender Bundesvorsitzender der Wirtschaftsjunioren Deutschland (WJD) und schließlich 2001 Bundesvorsitzender der WJD.
Im saarländischen Kabinett Müller III wurde Karren 2009 zum Staatssekretär im Ministerium für Arbeit, Familie, Prävention, Soziales und Sport ernannt. Auf Vorschlag von Thomas Kleist, Intendant des Saarländischen Rundfunks, berief dessen Verwaltungsrat Karren Anfang August 2011 zum neuen Verwaltungs- und Betriebsdirektor des Senders. Karren folgte damit dem langjährigen Verwaltungsdirektor Norbert Holzer. Er trat seine neue Position im Januar 2012 an und übte sie bis Ende 2016 aus.

## Familie
Karren ist verheiratet.